# Tempio di Segesta
(Johann Hermann von Riedesel, Viaggio per la Sicilia e la Magna Grecia, 1771)
(Johann Wolfgang von Goethe, Viaggio in Italia)

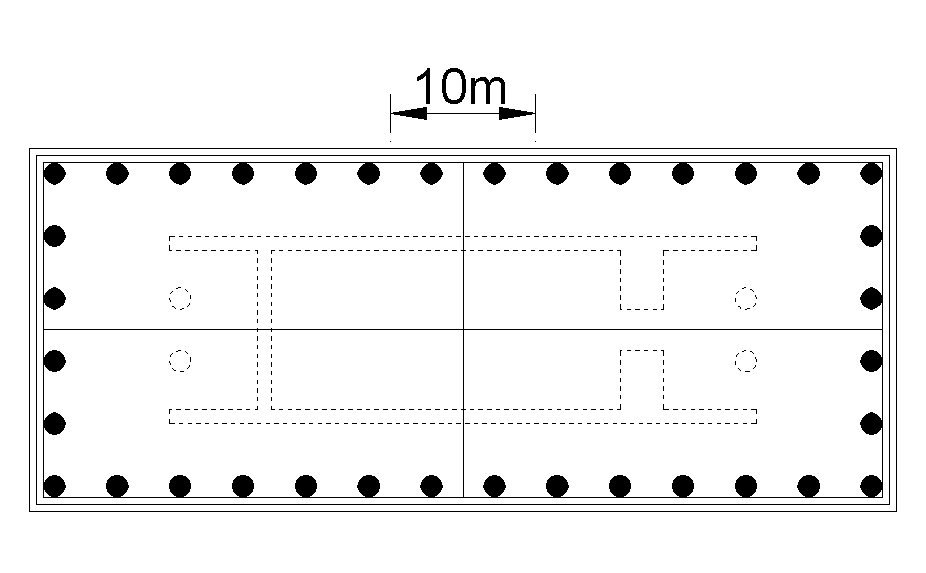
Pianta del tempio

Il tempio di Segesta è un tempio elimico dell'antica città di Segesta sito nell'area archeologica di Calatafimi Segesta, comune italiano della provincia di Trapani in Sicilia.

## Descrizione
Il tempio, a volte denominato "Tempio Grande", è stato costruito durante l'ultimo trentennio del V secolo a.C., sulla cima di una collina a ovest della città, fuori dalle sue mura. 
Si tratta di un grande tempio periptero esastilo (ossia con sei colonne sul lato più corto, non scanalate). Sul lato lungo presenta invece quattordici colonne (in totale 36 quindi, alte 10 metri). L'attuale stato di conservazione presenta l'intero colonnato della peristasi completo di tutta la trabeazione.
Nonostante gli elementi costruttivi e le proporzioni della costruzione si riferiscano con chiarezza al periodo classico dell'architettura greca, il tempio presenta aspetti peculiari sui quali la storiografia non esprime pareri unanimi.
Il primo elemento di dibattito è costituito proprio dalla sua natura di espressione artistica pienamente ellenica, aggiornata alle maggiori espressioni dell'arte della madrepatria ed in particolare dell'Attica, ma realizzata in una città degli Elimi, una popolazione di origine italica o anatolica, ma stanziata in Sicilia molto prima dell'arrivo dei coloni greci nella vicina Selinunte, con la quale Segesta fu perennemente in conflitto. Gli storici ipotizzano che, grazie agli scambi commerciali, la città elima abbia raggiunto nel corso del V secolo a.C. un alto grado di ellenizzazione, tale da poter consapevolmente importare un sofisticato modello artistico come il tempio dorico periptero che grazie alla canonizzazione di dimensioni e proporzioni si prestava ad una larga diffusione. Inoltre è probabile che il progettista e le maestranze impiegate fossero greche, provenienti da una delle vicine città.
Il secondo aspetto che ha sempre colpito molto gli storici è l'assenza di vestigia della cella all'interno del colonnato, che invece è uno dei meglio conservati del mondo greco. Questo ha fatto pensare ad un tempio ipetro cioè ad un luogo sacro privo di copertura e di cella e legato a riti indigeni. In alternativa si è pensato ad una cella interamente a struttura lignea, come tutta la copertura, e quindi andata persa. Negli anni '80 sono state trovate tracce della fondazione della cella, interrate all'interno del tempio, insieme a tracce di costruzioni precedenti (il che farebbe pensare che il tempio fosse stato costruito su un luogo sacro ancora più antico). Queste caratteristiche hanno fatto nascere l'ipotesi, tra le altre, che il tempio non sia mai stato terminato, a causa probabilmente di avvenimenti bellici che coinvolsero a lungo la città e che la cella e la copertura non siano mai state realizzate. Tale ipotesi è avvalorata secondo alcuni anche dalla mancanza di scanalature delle colonne e dalla presenza, soprattutto sui blocchi del crepidoma, di "bugne" cioè di protuberanze destinate a proteggere il blocco durante la messa in opera che sarebbero state scalpellate via in fase di rifinitura. Altri le interpretano come caratteristiche connesse alla matrice culturale indigena elima e quindi non greca.
Secondo l’ipotesi del tempio incompleto, questo avrebbe quindi dovuto avere un'ampia cella preceduta da un pronao distilo in antis ed un simmetrico opistodomo sul retro.
Il colonnato, con interassi uguali su tutti i lati, presenta la canonica doppia contrazione degli intercolumni terminali per risolvere il conflitto angolare oltre ad altri tipici accorgimenti ottici come la curvatura delle linee orizzontali e alla concezione decorativa del fregio che perde, almeno in parte la sua dipendenza dal colonnato. Tali caratteristiche mostrano una derivazione dai modelli evolutivi attici della fine del V secolo a.C. ed in particolare dal tempio degli Ateniesi a Delo, ai quali rimandano anche gli elementi decorativi. Gli unici aspetti riferibili ancora allo stile severo sono le proporzioni allungate con 6x14 colonne in luogo delle canoniche 6x13 (doppio quadrato), e le grandi dimensioni in un'epoca in cui i templi divenivano più piccoli.
Nel XVIII secolo il tempio fu oggetto di un primo restauro da parte del regio architetto Carlo Chenchi. Fu visitato da Goethe e divenne una delle mete del Grand Tour e una della cause della riscoperta dell'architettura greca e del dorico che fu alle radici del neoclassicismo. Nell'aprile del 2020 è stata annunciata dalla direttrice del Parco Archeologico di Segesta l'esistenza presso la Biblioteca comunale di Calatafimi di un'epigrafe dedicatoria ritrovata nei pressi del tempio che fa propendere per la dedica del tempio ad Afrodite Urania.

Presso la Biblioteca Comunale di Calatafimi è oggi conservata una base rettangolare in calcarenite, lunga 75 centimetri e alta 21, che reca incisa una iscrizione in greco, conservatasi per intero, databile al II secolo a.C.: “Diodoro, figlio di Tittelo, Appeiraios (ha dedicato la statua di) sua sorella Minyra, (moglie) di Artemon, che è stata sacerdotessa, ad Afrodite Urania”. L’epigrafe proviene dalle vicinanze del tempio di Segesta e ne indica la divinità venerata. Già conosciuta nel Seicento l’epigrafe subì vari spostamenti, fino a essere murata nella casa del canonico Francesco Avila, come già noto (da Marrone) nel 1827. Si tratta di una epigrafe, perfettamente “compatibile” con un contesto di un santuario, di carattere onorario in forma di dedica alla divinità, utilizzata come base di statua di sacerdotessa eretta da parenti o amici: d'altronde i nomi di Diodoro e Tittelo sono attestati comunemente a Segesta. Minura era quindi sacerdotessa di Afrodite Urania a Segesta.

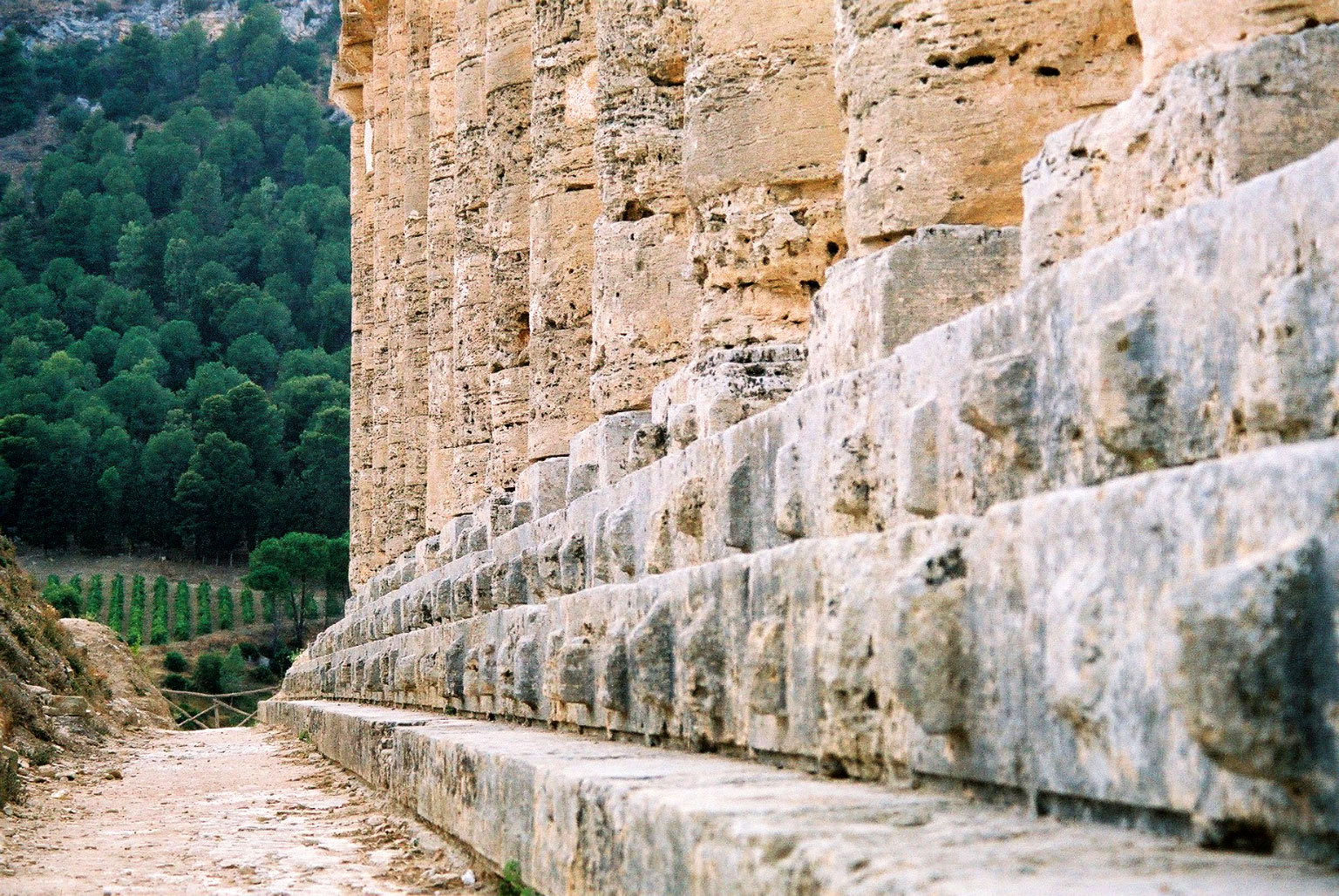
Il crepidoma con le bugne ben evidenti
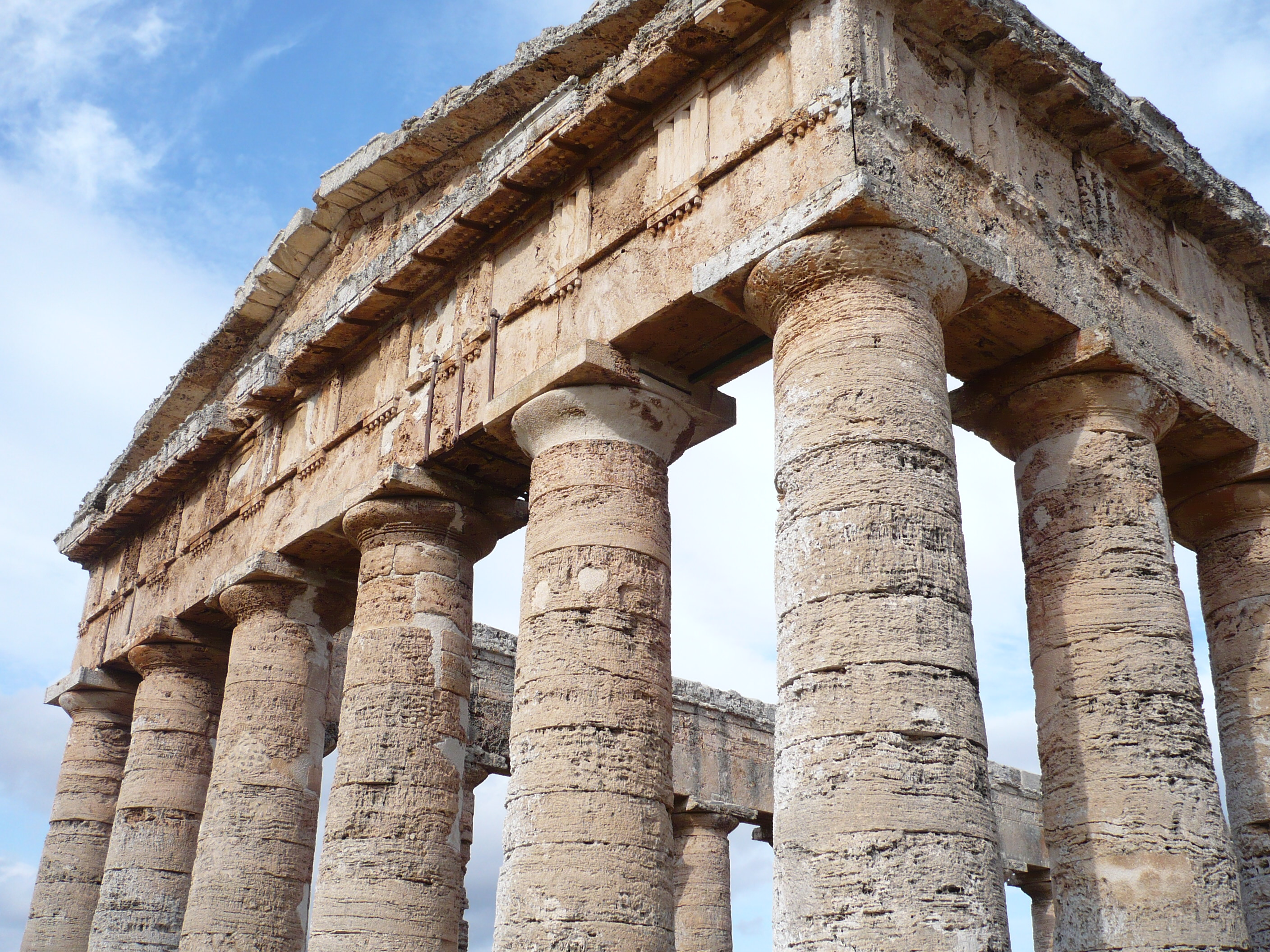
Particolare del timpano, sigma, fregio, architrave, capitelli e colonne
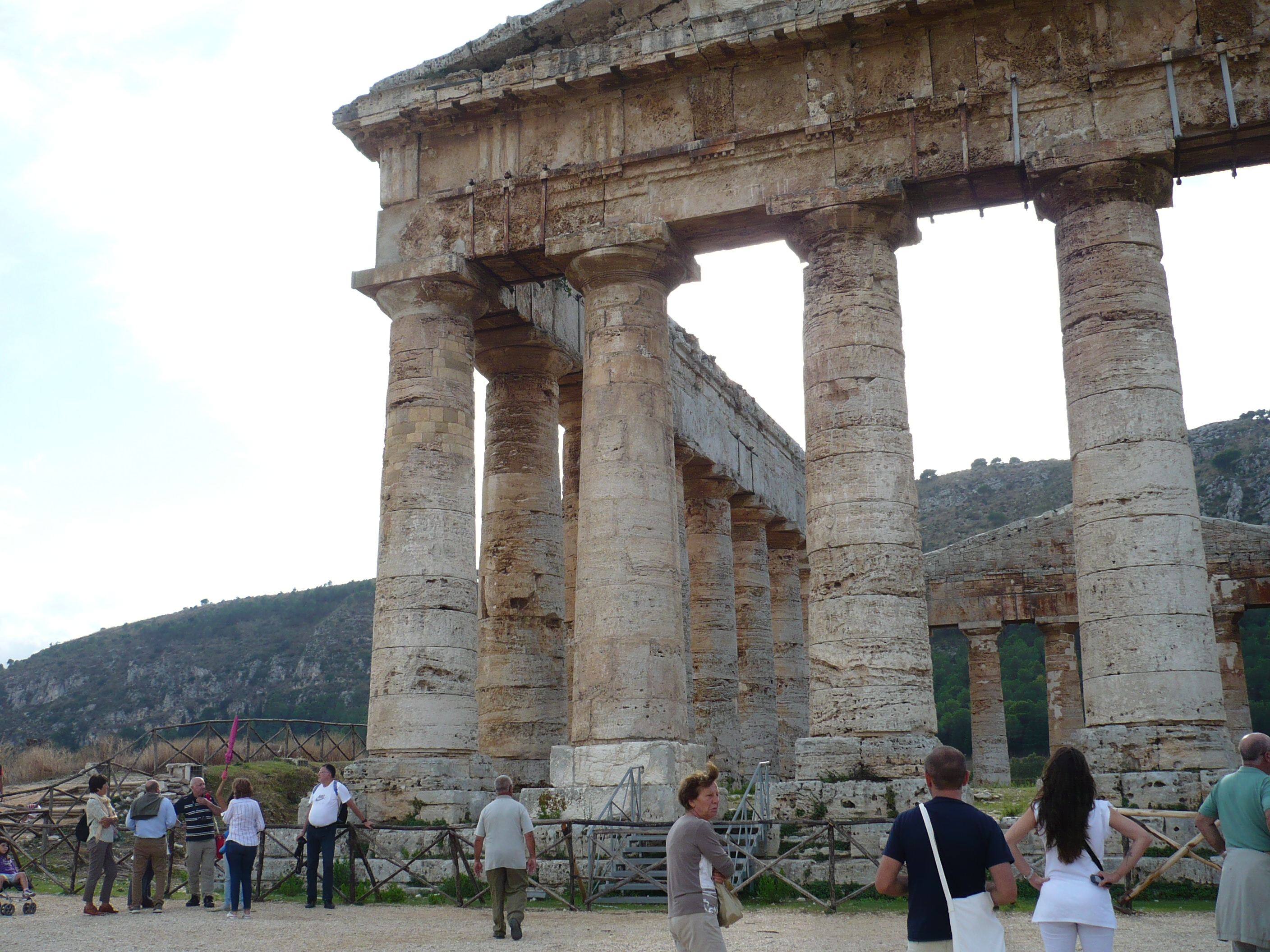
Particolare delle metope e triglifi
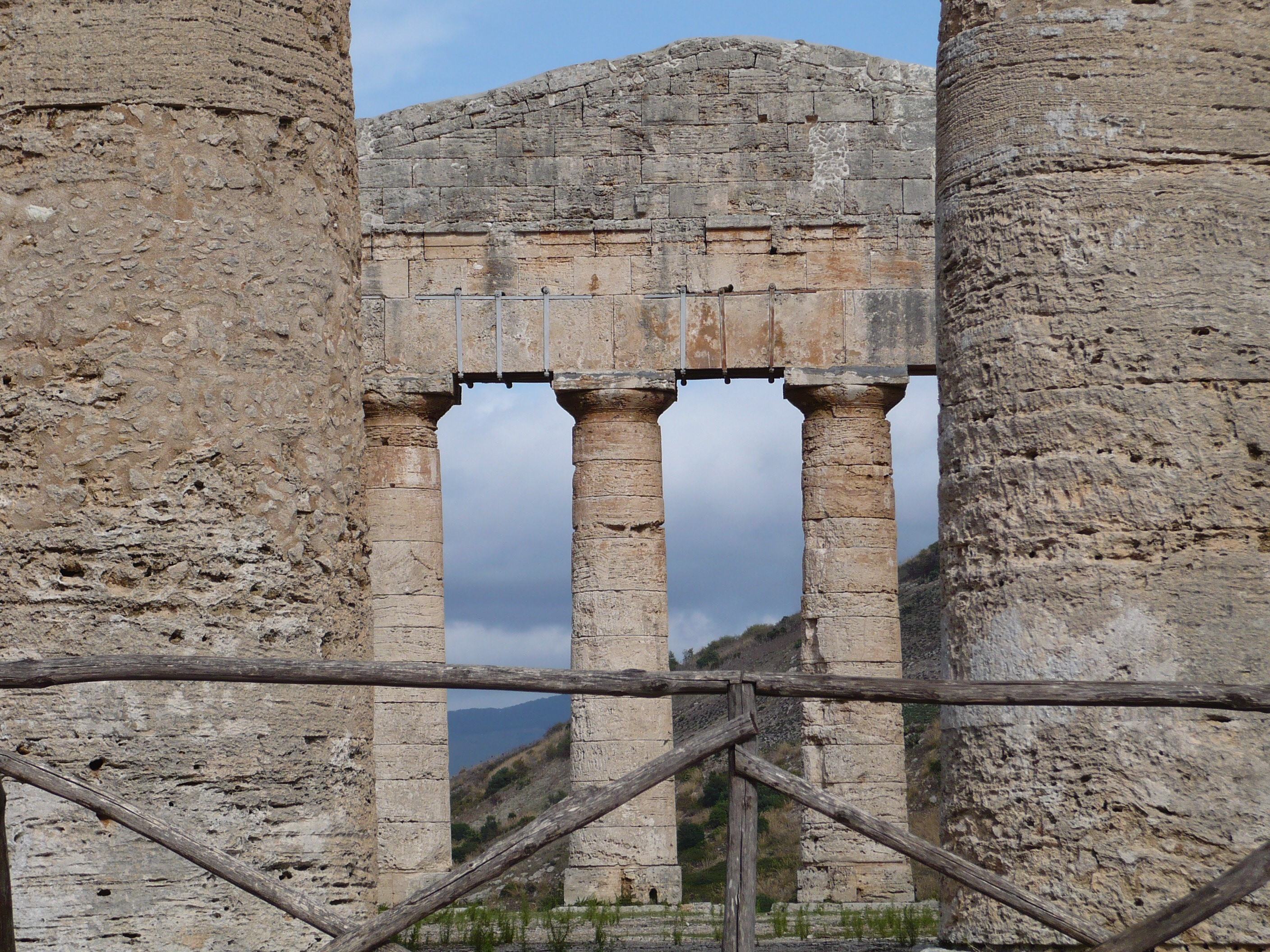
Particolare della vista longitudinale